# سوزان واگنر
سوزان واگنر (انگلیسی: Susan Wagner؛ زادهٔ ۱۹۶۱) اقتصاددان، کارآفرین و مدیر اجرایی آمریکایی است، که در سال ۱۹۸۸ با مشارکت لارنس فینک، شرکت بلک‌راک را تأسیس کرد. وی هم‌اکنون از اعضای هیئت مدیره و از سهامداران بلک‌راک محسوب می‌شود.